# 大埔県
大埔県（だいほけん）は中華人民共和国広東省梅州市に位置する県。

## 歴史
1526年（嘉靖5年）、明により大埔県が設置された。

## 行政区画
下部に14鎮を管轄する
- 湖寮鎮、青渓鎮、三河鎮、銀江鎮、洲瑞鎮、光徳鎮、桃源鎮、百侯鎮、大東鎮、大麻鎮、楓朗鎮、茶陽鎮、高陂鎮、西河鎮

## 交通

### 鉄道
- 中国鉄路総公司
  - 漳竜線
    - 大埔駅

### 道路
- 高速道路
  - 梅竜高速道路

## 出身者
- 鄒魯 - 清末・中華民国の革命家・政治家。中国同盟会以来の革命派人士。後に西山会議派の中心人物となる。